# Merriott
Merriott is een civil parish in het bestuurlijke gebied South Somerset, in het Engelse graafschap Somerset met 1979 inwoners.